# Albatros W 5
Die Albatros W 5 war ein deutsches Schwimmerflugzeug des Ersten Weltkriegs.

## Entwicklung
Noch während die vom Reichsmarineamt (RMA) im November 1915 als „Versuchstorpedoflugzeug“ (VT) bestellte und im Mai 1916 ausgelieferte Albatros W 3 den Sommer über bis in den September 1916 hinein mit zufriedenstellenden Ergebnissen beim Torpedoversuchskommando (TVK) in Eckernförde getestet wurde, erfolgte im Juli die Auftragsvergabe über einen verbesserten Nachfolger. Die Albatros Flugzeugwerke entwarfen daraufhin unter der Leitung von Chefkonstrukteur Karl Grohmann ein größtenteils baugleiches, aber in Details verändertes Flugzeug. Während Form und Größe des Rumpfes weitgehend gleich blieben, wurde die Spannweite der Tragflächen erhöht und das Leitwerk vergrößert. Die beiden Bz-III-Antriebe in Druckanordnung wurden übernommen, erhielten aber verkleinerte Motorgondeln und verbesserte Kühlanlagen. Im Rumpfboden befand sich wie bei der W 3 eine längliche Mulde, in der der Torpedo mit 5° Neigung untergebracht wurde. Die zweiköpfige Besatzung bestand aus dem Torpedoschützen im Bug und dem direkt dahinter und noch vor der Tragflächenvorderkante untergebrachten Flugzeugführer.
Die am 25. Juli 1916 vom RMA bestellten fünf W 5 erhielten die Marinenummern (MN) 845–849 und wurden in der ersten Jahreshälfte 1917 nach und nach dem Seeflugzeug-Versuchskommando (SVK) in Warnemünde zur Erprobung übergeben. Dabei stellte sich bei Flugtests mit der MN 845 heraus, dass die Wirksamkeit der nur in die obere Tragfläche eingesetzten beiden Querruder unzureichend war, worauf alle W 5 mit insgesamt vier Querrudern in Ober- und Unterflügel nachgerüstet wurden. Nach dem Abschluss der Tests und der Abnahme am 27. Juli 1917 wurden die Flugzeug der Torpedofliegerschule in Flensburg übergeben und dort zur Ausbildung verwandt. Zwei Monate später mussten alle W 5 mit der Begründung von nötig gewordenen „Änderungen an den Holmen der oberen Tragfläche“ am 17. September 1917 stillgelegt werden. Die Nummern 847–849 gingen deshalb zurück zum SVK Warnemünde, wo sie entsprechend modifiziert wurden, die anderen beiden blieben in Flensburg und wurden vor Ort umgerüstet. Anschließend erfolgte die Freigabe zum Flugbetrieb, der noch bis zum April 1918 mit allen fünf Exemplaren ohne weitere Vorkommnisse durchgeführt wurde.

## Technische Daten
| Kenngröße                       | Daten |
| ------------------------------- | --- |
| Besatzung                       | 3 |
| Spannweite                      | 22,70 m (oben) 21,60 m (unten)                                                                                          |
| Länge                           | 13,10 m |
| Höhe                            | 4,25 m |
| Flügelfläche                    | 100 m² |
| Flächenbelastung                | 36,65 kg/m² |
| Leistungsbelastung              | 11,25 kg/PS |
| Rüstmasse                       | 2263 kg |
| Nutzlast                        | 826 kg |
| Zuladung                        | 1402 kg |
| Startmasse                      | 3665 kg |
| Triebwerk                       | zwei wassergekühlte Sechszylinder-Reihenmotoren mit starren Holzluftschrauben Garuda (⌀ 2,75 m, {\displaystyle h} 1,54) |
| Typ                             | Benz Bz III |
| effektive Leistung Nennleistung | 165 PS (121 kW) in Bodennähe 150 PS (110 kW) bei 1420/min                                                               |
| Kraftstoffvorrat                | 454 l (326 kg) |
| Höchstgeschwindigkeit           | 133 km/h in Bodennähe                                                                                                   |
| Marschgeschwindigkeit           | 115 km/h |
| Startgeschwindigkeit            | 80 km/h |
| Steigzeit                       | 8,2 min auf 500 m Höhe 14,7 min auf 800 m Höhe 20,0 min auf 1000 m Höhe                                                 |
| Gipfelhöhe                      | 3000 m |
| Reichweite                      | 460 km |
| Flugdauer                       | 4 h |
| Startlauf                       | 20 s bei 1–2 m/s Wind                                                                                                   |
| Bewaffnung                      | 2–5 7,9-mm-MG |
| Abwurfmunition                  | ein 736-kg-Torpedo |